# Istanbulkanalen

Den föreslagna Istanbulkanalen.

Istanbulkanalen är en föreslagen kanal genom Östra Thrakien i Turkiet från Marmarasjön till Svarta havet. Den blir 45 kilometer lång, 25 meter djup och upp till en kilometer bred och kommer att gå från Küçükçekmece-sjön i söder via Sazlıderedammen, som idag är en dricksvattenreservoar, till Svarta havet i norr. Projektet beräknas starta under år 2021 och ta sju år att färdigställa.
Att anlägga en kanal för att avlasta passagen genom Bosporen har föreslagits minst fem gånger förut. Den nuvarande planen presenterades 2011 av dåvarande premiärministern, senare presidenten Erdogan. Projektet har kritiserats för de höga kostnaderna, 20 miljarder dollar, och riskerna för vattenmiljön. Det har också fått internationell kritik eftersom Bosporen är internationellt vatten och Turkiet med en kanal kan kontrollera och ta ut en avgift för trafiken.
Bosporen är den enda förbindelsen mellan Svarta Havet och Marmarasjön och passeras årligen av mer än 50 000 fartyg. År 2010 transporterades 140 miljoner ton olja, 4 miljoner ton LNG och 3 miljoner ton kemikalier genom den besvärliga farleden, som   tidvis är så smal att fartyg med farligt gods ombord inte får mötas. Nya olje- och gasledningar har dock medfört en minskning av trafiken sedan dess.